# ولسوالی هسکه مینه
ولسوالی هسکه مینه ولسوالی در افغانستان است که در ولایت ننگرهار واقع شده‌است. هسکه مینه ۵۰٬۵۹۵ نفر جمعیت دارد.